# La legge del Signore
La legge del Signore (Friendly Persuasion) è un film western del 1956 diretto e prodotto da William Wyler, con protagonista Gary Cooper.
Basato sul romanzo The Friendly Persuasion (1945) di Jessamyn West, vinse la Palma d'oro come miglior film al 10º Festival di Cannes.
È stato distribuito in Italia anche con il titolo L'uomo senza fucile.

## Trama

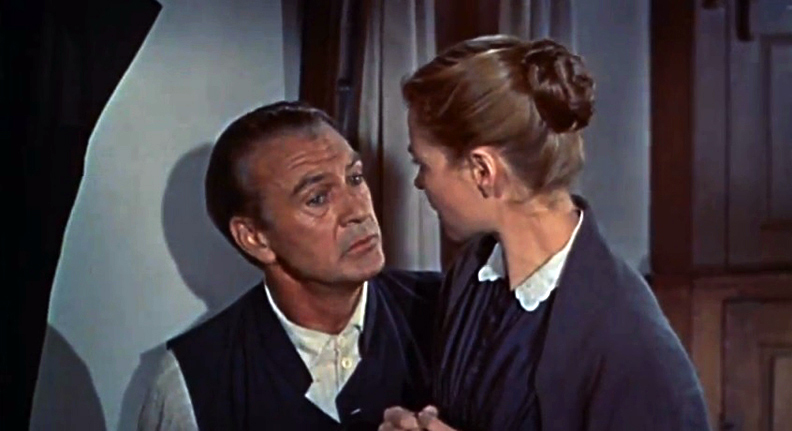
Giona (Gary Cooper) ed Eliza (Dorothy McGuire) in una scena del film

Nel sud dell'Indiana, ai tempi della guerra di Secessione, la famiglia quacchera Birdwell conduce una vita serena: il padre Giona è un mite agricoltore; sua moglie Eliza è rigidamente attaccata ai precetti della religione quacchera; il figlio maggiore Giosuè è diviso tra i princìpi della sua religione e il desiderio di difendere la propria famiglia dal pericolo incombente; la figlia Martha è un'adolescente romantica e sognatrice; e il figlio minore Azaria è una piccola peste in perenne conflitto con Samantha, l'oca prediletta di sua madre.
Durante una funzione religiosa, un ufficiale dell'Unione entra in chiesa e cerca di convincere gli uomini della comunità quacchera a combattere per difendere le proprie fattorie dall'esercito confederato che si fa sempre più vicino. Ma essi rifiutano.
Quando numerose fattorie dei dintorni vengono attaccate e distrutte dall'esercito confederato, Giosuè decide, contro il parere dei genitori e in particolare della madre, di accettare l'invito ad arruolarsi. Ma quando si trova sul campo di battaglia, scopre che uccidere un essere umano è ancora più difficile di quanto immaginasse.
Giona va a cercare suo figlio, temendo il peggio. Eliza, rimasta sola in casa con Martha e il piccolo Azaria, dimostra la propria coerenza con i princìpi del quaccherismo accogliendo i soldati sudisti come ospiti, e offrendo loro da mangiare. Il suo comportamento li induce a comportarsi con cortesia, e tutto sembrerebbe andare nel migliore dei modi; ma la situazione precipita quando uno di loro si mette a correre dietro all'oca preferita di Eliza per mangiarla. Messo da parte il pacifismo, Eliza afferra una scopa e lo colpisce, inducendolo a desistere. Il capitano si scusa per il comportamento del soldato, e l'incidente si chiude lì.
Giona trova Giosuè sul campo di battaglia, fortunatamente solo ferito, e lo riporta a casa. L'ondata della guerra è passata oltre, e per il momento la famiglia Birdwell può tornare alla sua vita normale.

## Riconoscimenti
- 1957 - Premio Oscar
  - Candidatura Miglior film a William Wyler
  - Candidatura Migliore regia a William Wyler
  - Candidatura Miglior attore non protagonista a Anthony Perkins
  - Candidatura Migliore sceneggiatura non originale a Michael Wilson
  - Candidatura Miglior sonoro a Gordon R. Glennan e Gordon Sawyer
  - Candidatura Miglior canzone (Friendly Persuasion (Thee I Love)) a Dimitri Tiomkin e Paul Francis Webster
- 1957 - Golden Globe
  - Candidatura Miglior film promotore di amicizia internazionale
  - Candidatura Miglior attore in un film drammatico a Gary Cooper
  - Candidatura Migliore attrice non protagonista a Marjorie Main
- 1957 - Festival di Cannes
  - Palma d'oro a William Wyler
- 1956 - National Board of Review Award
  - Migliori dieci film
  - Miglior attrice protagonista a Dorothy McGuire